# 나카쓰이촌
나카쓰이촌(中津井村)은 오카야마현 조보군에 설치되었던 촌이다. 현재의 마니와시에 해당한다.